# Eyuphuro
Eyuphuro é uma banda moçambicana formada em 1981. A banda faz uma combinação de música tradicional africana com a música popular ocidental. As músicas da banda são cantadas na maioria das vezes nas línguas macua e em outras bantas. O nome da banda significa "turbilhão".

## História
Eyuphuro foi formado em 1981 por Omar Issa, Gimo Remane e Zena Bacar. A banda lançou seu primeiro álbum em 1990 intitulado  Mama Mosambiki. Em 2001 lançou seu segundo álbum, chamado Yellela, produzido por Roland Hohberg nos estúdios da Mozambique Recording. Em 2006 foi lançado o terceiro álbum 25 Anos, incluíndo gravações realizadas nos estúdios da BBC.

## Integrantes

### Membros originais
- Zena Bacar
- Omar Issa
- Gimo Remane

### Membros atuais
- Zena Bacar
- Issufo Manuel
- Belarmino Rita Godeiros
- Jorge Cossa
- Mahamudo Selimane
- Firmino Luis Hunguana

## Discografia
- 1990: Mama Mosambiki
- 2001: Yellela
- 2020: Watana